# QEMM
Quarterdeck擴充記憶體管理器（Quarterdeck Expanded Memory Manager，簡稱 QEMM），是由Quarterdeck公司於1980年代末期至1990年代末期所發展的一套記憶體管理軟體。在當時，這是MS-DOS和其他DOS作業系統最流行的記憶體管理軟體。 

## 概述
QEMM可以存取上層記憶區（UMA 或 UMBs）、擴展記憶體（EMS）、延伸記憶體（XMS）。因為大部分的DOS程式需要大量的傳統記憶體，QEMM可以把一些程式載入到上述記憶體區域，因而增加傳統記憶體的自由空間。當時許多軟體，例如Lotus 1-2-3、Microsoft Windows及一些遊戲軟體，都有使用EMS、XMS。

## 歷史
它本來叫做QEMM-386。微軟在MS-DOS 4.01加入了HIMEM.SYS for XMS, EMM386.EXE for EMS。較早的 Windows/386 2.1也包含內建EMM提供Windows內的DOS視窗所需的EMS。但這個版本並沒有造出Upper Memory Blocks.
1991年發行的MS-DOS 5.0終於提供了UMBs。MS-DOS的EMM386一定要HIMEM先被載入，但是另一品牌的作業系統DR-DOS卻不用。MS與DR的DOS都要上層記憶區被手動找到並載入，而且MS-DOS需要使用者預先定好多少記憶體要給EMS，多少記憶體要給XMS；然而功能強大的QEMM都不用以上這些額外步驟。
雖然QEMM功能較好，但是仍不敵微軟搭配MS-DOS出售的自行開發軟體，如MS-DOS 6的Memmaker程式。它的最後一版是QEMM 97，可以相容Windows 95/98/ME，
但技術已經不太一樣。Windows 3.0與其後來版本加入了386增強模式，要求關閉所有的記憶體管理軟體。由於同一時間不可能有多個保護模式核心，而事實上，QEMM是叫Windows 載入特定的VxD週邊驅動程式，取代 Windows原本的功能，那就是WINHIRAM.VXD、WINSTLTH.VXD。